# Rymdvåg
Rymdvåg, eller atmosfärsvåg, är en radiovåg som reflekteras mot ledande skikt i jonosfären och återvänder till jordytan. Reflexionen varierar med radiovågens frekvens och med solbelysningen av jonosfären, d. v. s. med tiden på dygnet.
Rymdvågor möjliggör radiokommunikation med kortvåg över mycket stora avstånd men kan nattetid omöjliggöra radiopejling genom interferens med markvågen.
Jonosfären innehåller ett antal olika reflekterande skikt vars höjd och styrka varierar, D-, E- resp F- skikten. D-skiktet dämpar helt rymdvågen dagtid, men nattetid kan man ta emot både mark- och rymdvåg. Då kan flervägsutbredning förekomma och bli ett problem för digitala moduleringsmetoder. Det förekom i naveringssystemet Decca, som låg mellan 70 och 129 kHz, och det har observerats i PSK31-signaler på 136 kHz-bandet. 
Radioamatörer vill ha sina kortvågsantenner så högt som möjligt för att därigenom få en låg vinkel mot jonosfären på den del av radioenergin som är rymdvågen. Därigenom uppnår man längre radioräckvidd. En nackdel med låg strålningsvinkel på rymdvågen är att en s. k. död zon uppstår mellan gränsen för markvågens räckvidd och den plats där rymvågen återkommer till jordytan efter reflektionen.